# 亀井茲満
亀井 茲満（かめい これみつ）は、石見津和野藩の第4代藩主。津和野藩亀井家5代。

## 生涯
正徳3年（1713年）7月18日、第3代藩主亀井茲親の六男として津和野で生まれる。享保11年（1726年）に長兄で世嗣だった茲長が死去したため、11月26日に世子に指名され、享保12年（1727年）に第8代将軍徳川吉宗に御目見し、12月に従五位下・因幡守に叙位・任官する。
享保16年（1731年）、父の死去に伴い津和野藩主となる。享保17年（1732年）に享保の大飢饉による被害を受け、幕府の援助を受けて再建を図るが、3万3780石の被害と1万1141人の餓死者を出したとされている。その後は藩の再建を目指すが、享保21年（1736年）4月9日に津和野で死去した。享年24。
跡を甥で養子の茲延が継いだ。